# Кенорецкая волость
Кенорецкая во́лость — волость в составе Каргопольского уезда Олонецкой губернии.

## Общие сведения
Волостное правление располагалось в селении Степановская (Устерга).
В состав волости входили сельские общества, включающие 16 деревень:
- Воловское общество
- Кенорецкое общество
- Рудниковское общество

На 1890 год численность населения волости составляла 1521 человек.
На 1905 год численность населения волости составляла 2312 человек. В волости насчитывалось 435 лошадей, 537 коров и 537 голов прочего скота.
В ходе реформы административно-территориального деления СССР в 1927 году волость была упразднена. 
В настоящее время территория Кенорецкой волости относится в основном к Плесецкому району Архангельской области.